# 武昌湖
武昌湖是一个位于中国安徽省望江县的湖泊，面积约为103平方千米。